# Il vendicatore dei Mayas
Il vendicatore dei Mayas è un film del 1965, diretto da Guido Malatesta.

## Trama
Questa volta Maciste si trova nell'antica civiltà Maya e deve fronteggiare tre diversi mostri.

## Distribuzione
È stato pubblicizzato dagli anni 1970 anche col titolo Maciste - Il vendicatore dei Maya.